# Ларресор
Ларресо́р (фр. Larressore) — коммуна во Франции, находится в регионе Аквитания. Департамент — Атлантические Пиренеи. Входит в состав кантона Баигюра-э-Мондаррен. Округ коммуны — Байонна.
Код INSEE коммуны — 64317.

## География

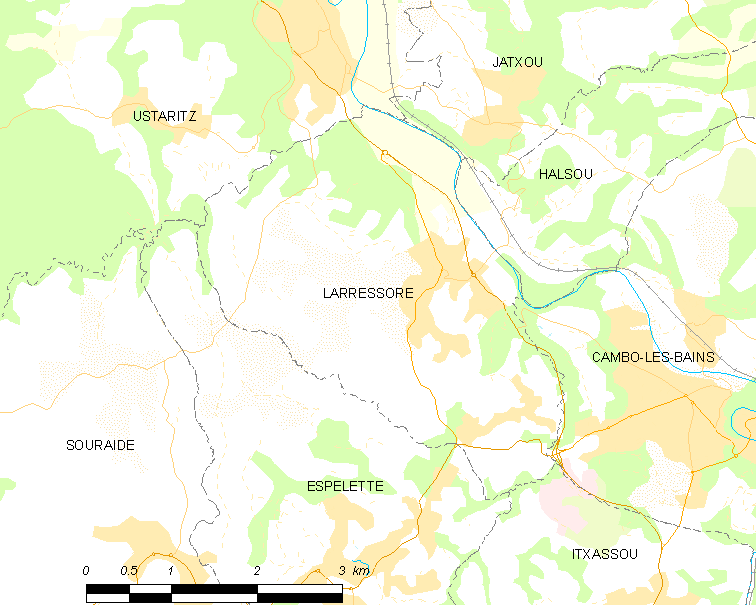
Карта коммуны

Коммуна расположена приблизительно в 680 км к юго-западу от Парижа, в 180 км юго-западнее Бордо, в 90 км к западу от По.
На северо-востоке коммуны протекает река Нив.

## Население
Население коммуны на 2010 год составляло 1613 человек.
| 1962 | 1968 | 1975 | 1982 | 1990 | 1999 | 2010 |
| ---- | ---- | ---- | ---- | ---- | ---- | ---- |
| 670  | 782  | 940  | 1057 | 1148 | 1320 | 1613 |

## Администрация
| Период | Период | Фамилия            | Партия | Примечания |
| ------ | ------ | ------------------ | ------ | ---------- |
| 1995   | 2020   | Жан-Мишель Ламеран |        |            |

## Экономика
В 2010 года среди 1059 человек трудоспособного возраста (15-64 лет) 823 были экономически активными, 236 — неактивными (показатель активности — 77,7 %, в 1999 году было 72,1 %). Из 823 активных жителей работали 757 человек (400 мужчин и 357 женщин), безработных было 66 (28 мужчин и 38 женщин). Среди 236 неактивных 82 человека были учениками или студентами, 110 — пенсионерами, 44 были неактивными по другим причинам.

## Достопримечательности
- Церковь Св. Мартина (1893 год)[8]
- Бывшая семинария[фр.] (1733 год). Исторический памятник с 2005 года[9]

## Фотогалерея

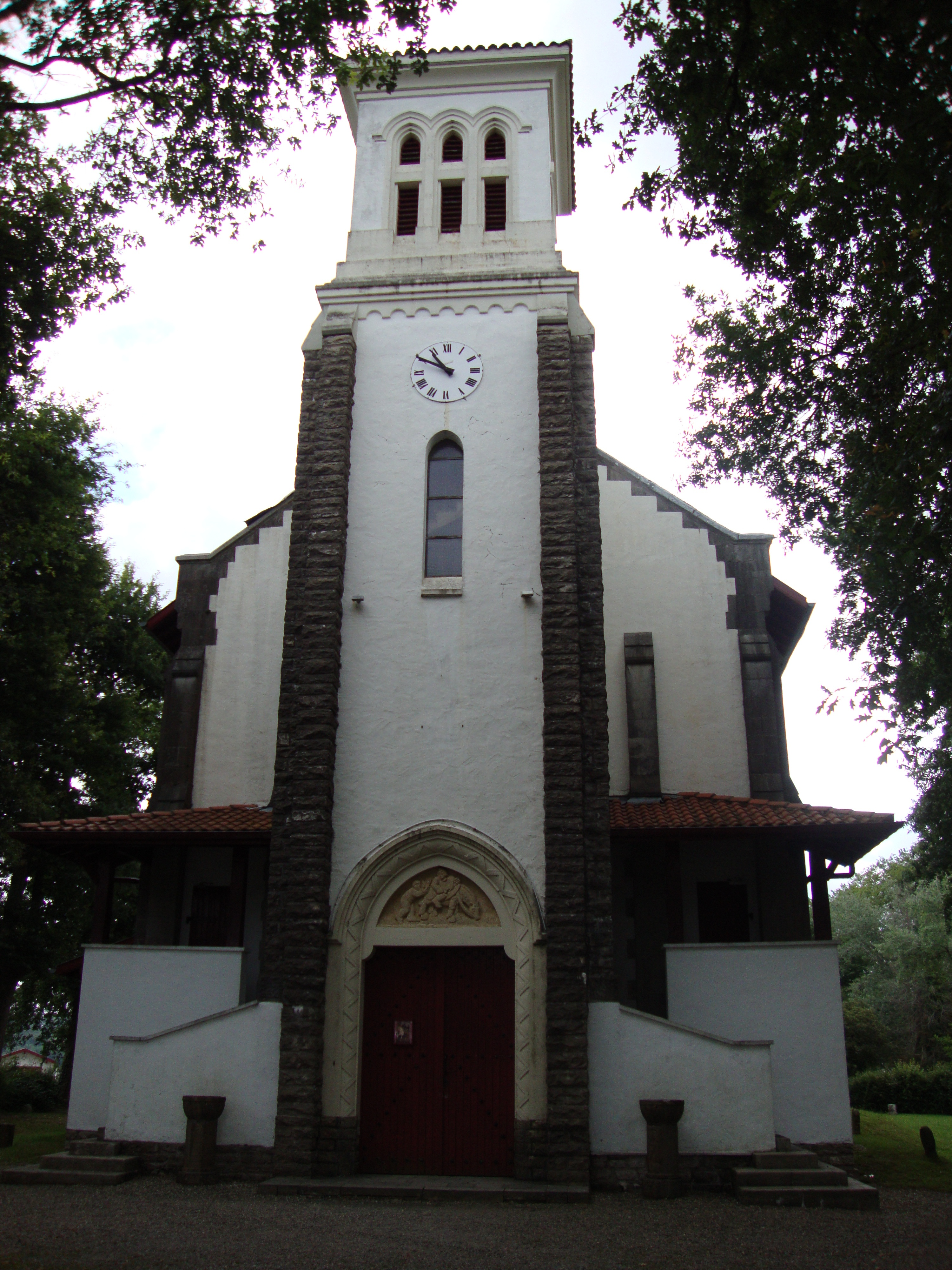
Церковь Св. Мартина
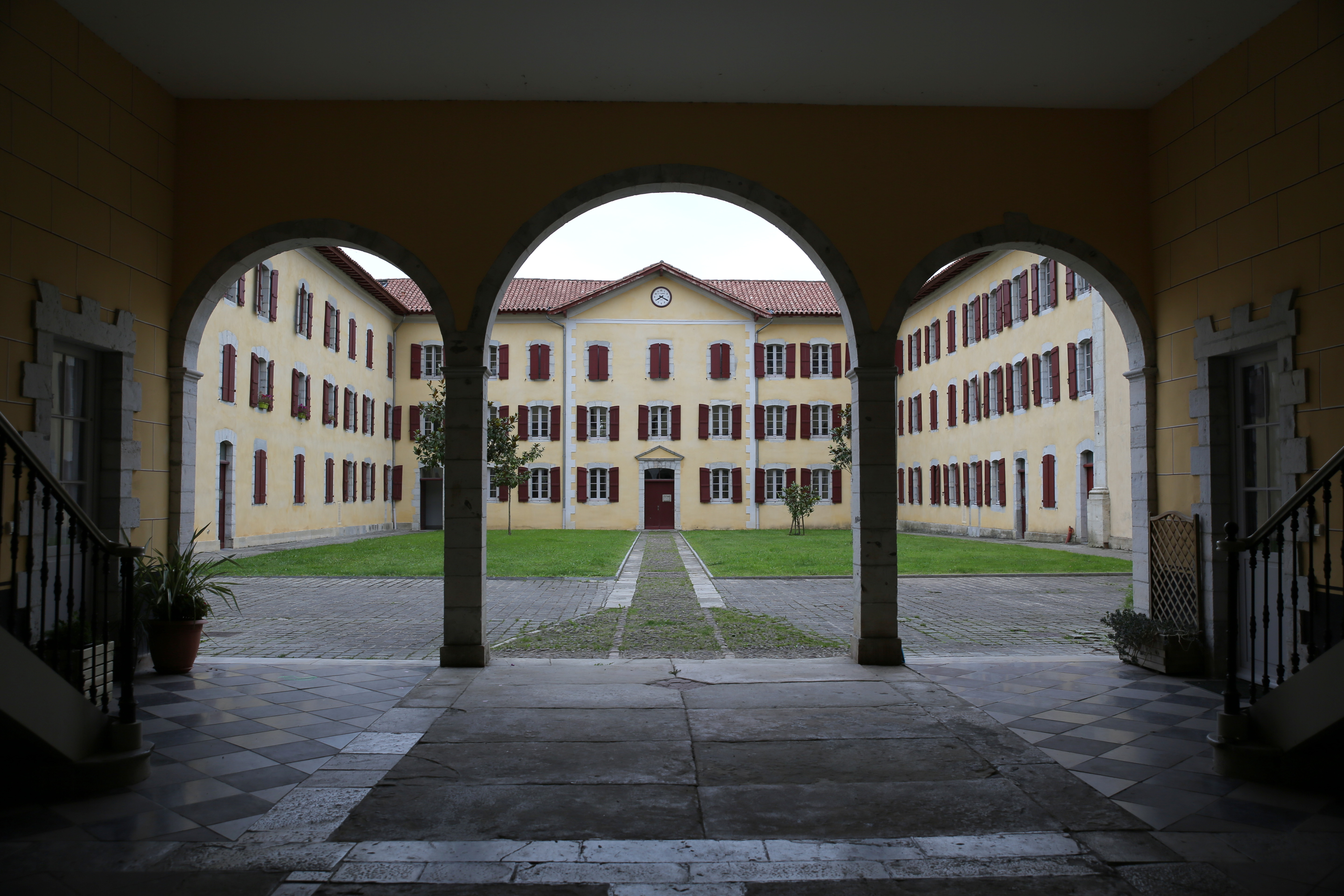
Семинария
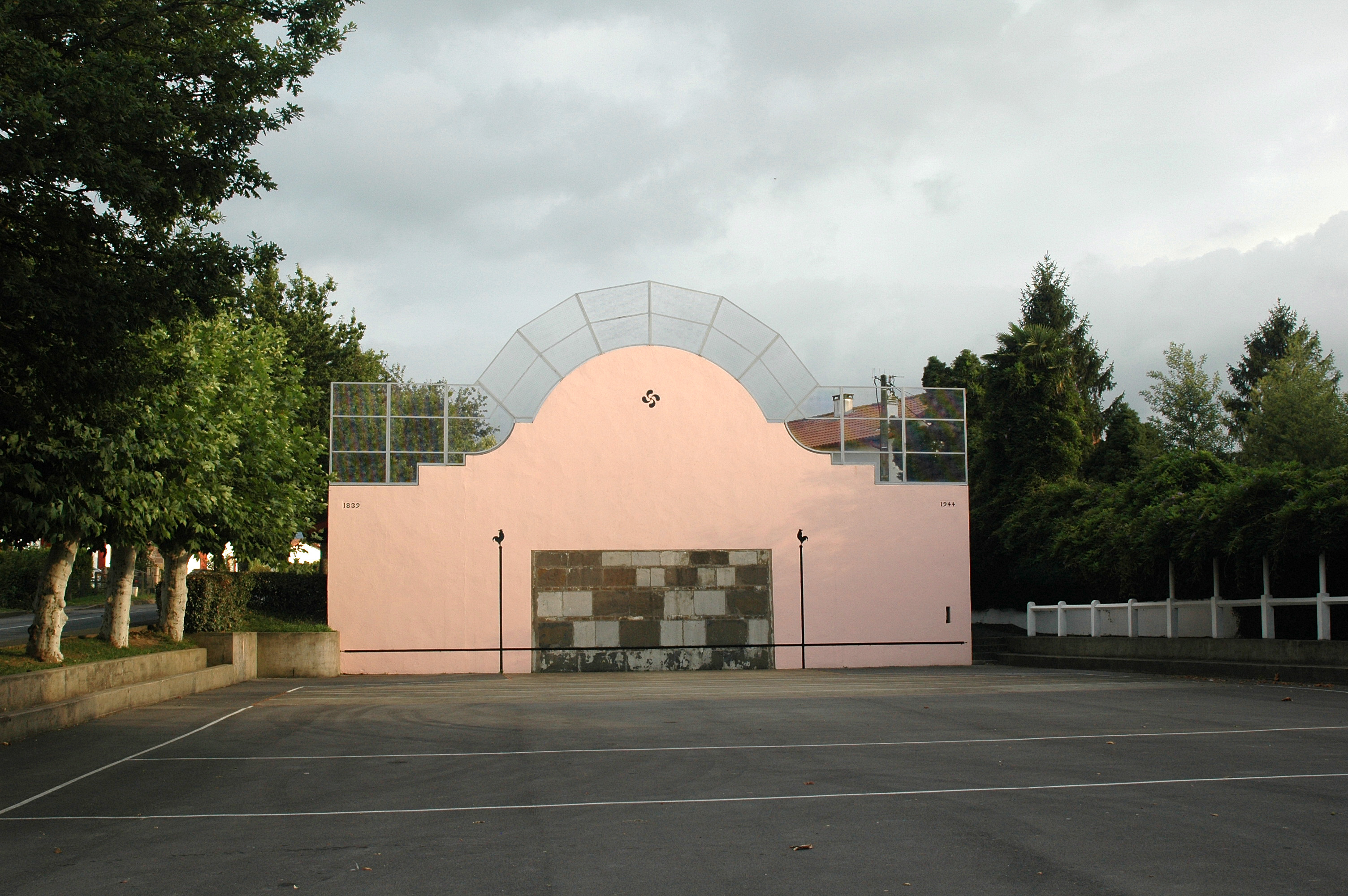
Фронтон (площадка для игры в пелоту)
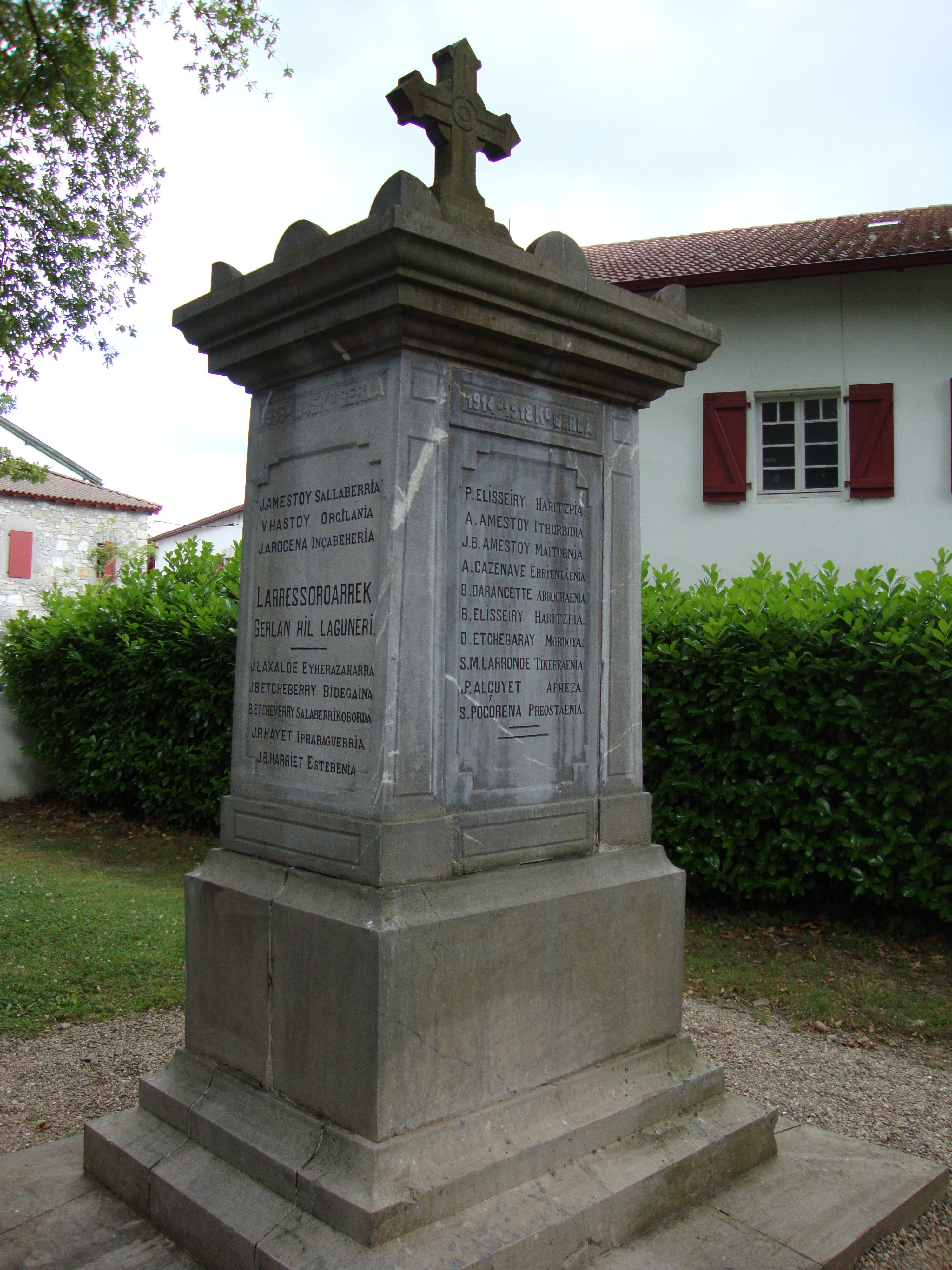
Военный мемориал
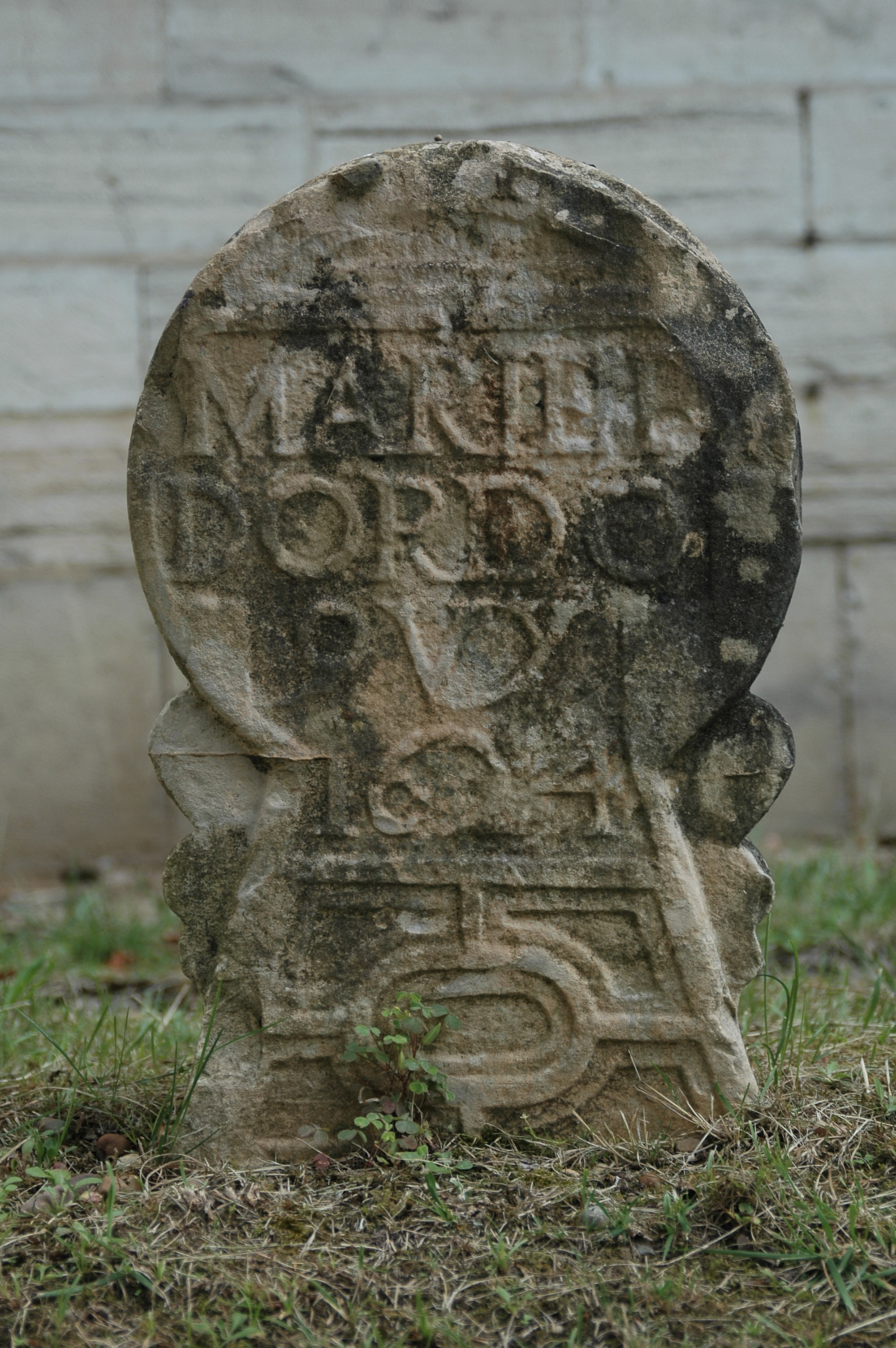
Баскская дискообразная стела
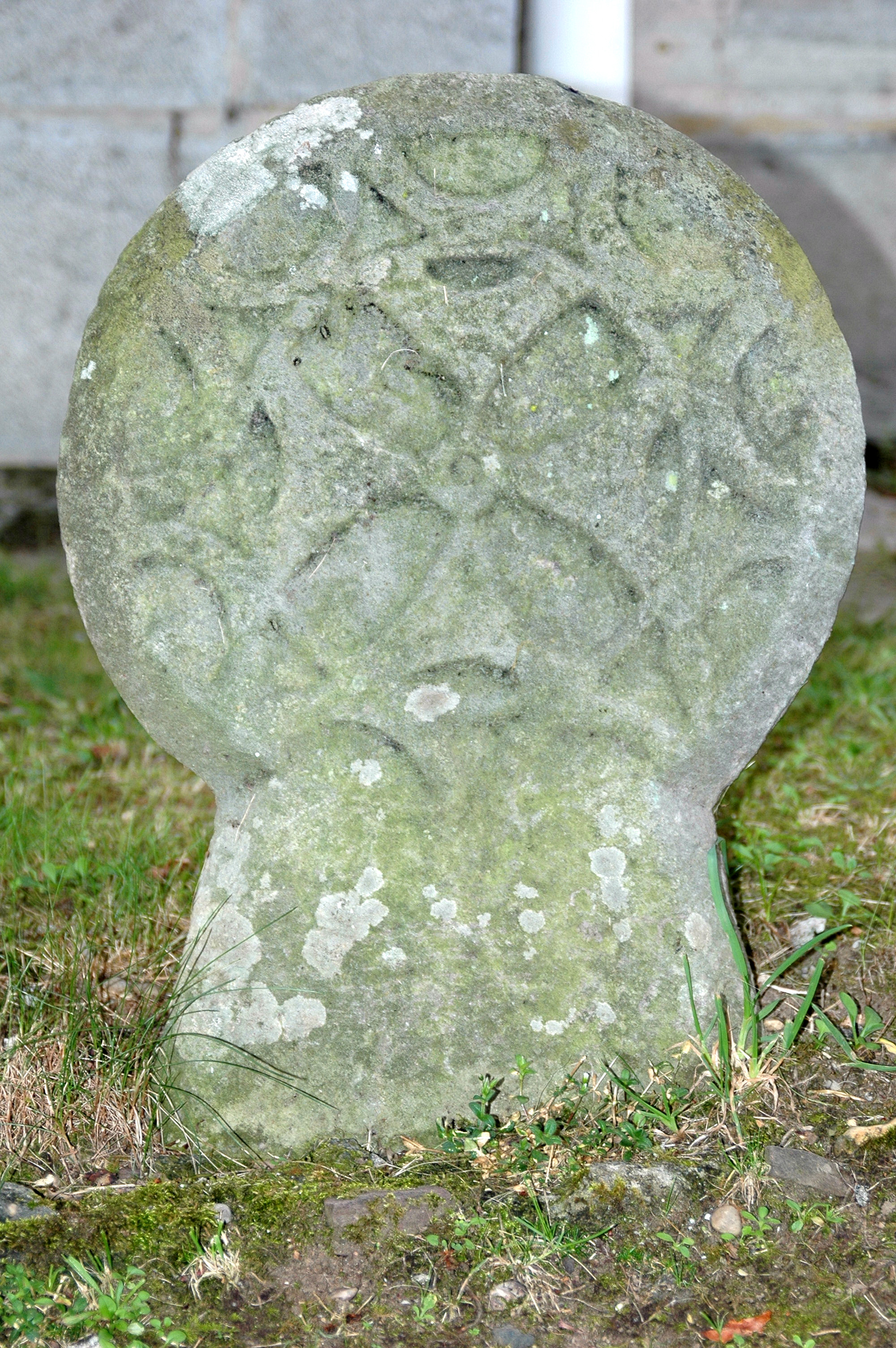
Баскская дискообразная стела